# Dicranomyia (Dicranomyia) errabunda
Dicranomyia (Dicranomyia) errabunda is een tweevleugelige uit de familie steltmuggen (Limoniidae). De soort komt voor in het Neotropisch gebied.